# Galltrigill
Galltrigill (Schots-Gaelisch: Galtraigil) is een dorp op het eiland Skye ten noorden van Borreraig, Uig en Totaigin in de Schotse lieutenancy Ross and Cromarty in het raadsgebied Highland.